# یواس‌اس تراورس کانتی (ال‌اس‌تی-۱۱۶۰)
یواس‌اس تراورس کانتی (ال‌اس‌تی-۱۱۶۰) (به انگلیسی: USS Traverse County (LST-1160)) یک کشتی است که طول آن ۳۸۴ فوت (۱۱۷ متر) می‌باشد. این کشتی در سال ۱۹۵۳ ساخته شد.